# Блек-Ігл (Монтана)
Блек-Ігл (англ. Black Eagle) — переписна місцевість (CDP) в США, в окрузі Каскейд штату Монтана. Населення — 949 осіб (2020).

## Географія
Блек-Ігл розташований за координатами 47°31′41″ пн. ш. 111°15′34″ зх. д. / 47.52806° пн. ш. 111.25944° зх. д. (47.528099, -111.259323).  За даними Бюро перепису населення США в 2010 році переписна місцевість мала площу 4,48 км², з яких 4,01 км² — суходіл та 0,47 км² — водойми.

## Демографія
Згідно з переписом 2010 року, у переписній місцевості мешкали 904 особи в 427 домогосподарствах у складі 225 родин. Густота населення становила 202 особи/км².  Було 474 помешкання (106/км²).
Расовий склад населення:
| - 85,7 % — білих - 4,6 % — корінних американців - 1,1 % — чорних або афроамериканців - 0,6 % — азіатів - 1,2 % — осіб інших рас |

До двох чи більше рас належало 6,7 %. Частка іспаномовних становила 4,1 % від усіх жителів.
За віковим діапазоном населення розподілялося таким чином: 19,8 % — особи молодші 18 років, 65,7 % — особи у віці 18—64 років, 14,5 % — особи у віці 65 років та старші. Медіана віку мешканця становила 43,2 року. На 100 осіб жіночої статі у переписній місцевості припадало 107,8 чоловіків;  на 100 жінок у віці від 18 років та старших — 106,0 чоловіків також старших 18 років.
Середній дохід на одне домашнє господарство  становив 33 222 долари США (медіана — 24 048), а середній дохід на одну сім'ю — 44 528 доларів (медіана — 42 857). За межею бідності перебувало 18,0 % осіб, у тому числі 25,7 % дітей у віці до 18 років та 33,3 % осіб у віці 65 років та старших.
Цивільне працевлаштоване населення становило 586 осіб. Основні галузі зайнятості: роздрібна торгівля — 28,3 %, освіта, охорона здоров'я та соціальна допомога — 17,9 %, мистецтво, розваги та відпочинок — 15,0 %.